# Lehký průmysl

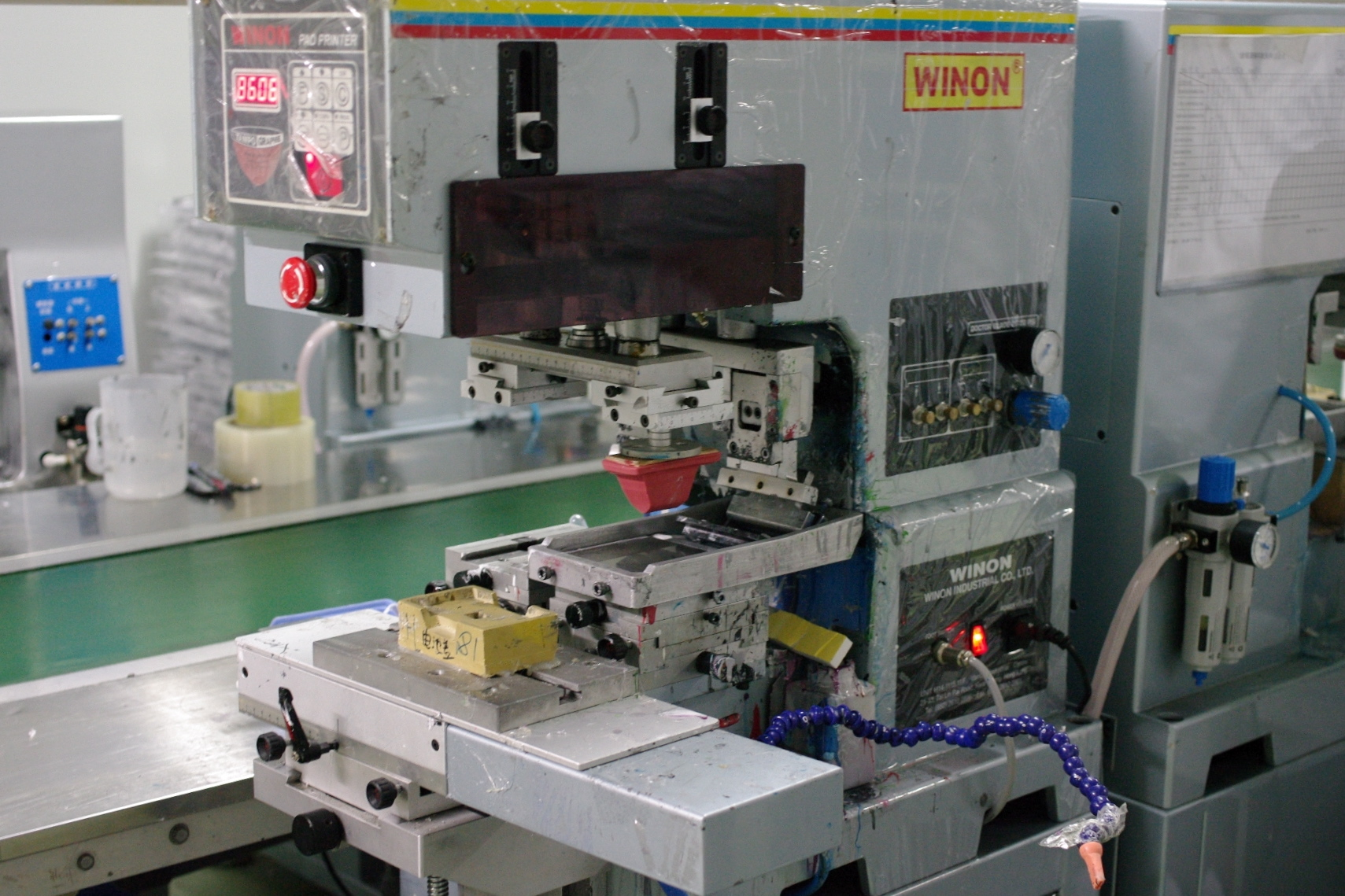
Profesionální tiskařský stroj pro tamponový tisk

Lehký průmysl obvykle vyžaduje menší množství kapitálu, než je tomu u těžkého průmyslu. Je orientován na spotřebitele (tzn. většina výrobků lehkého průmyslu je vyráběna pro koncové spotřebitele než na meziprodukty k dalšímu zpracování). Zařízení, která jsou používána v lehkém průmyslu mají menší ekologické dopady, než zařízení v těžkém průmyslu, z toho vyplývá, že se závody lehkého průmyslu mohou vyskytovat v blízkosti obydlených oblastí. Lehký průmysl vyrábí především malé spotřební zboží 
Ekonomická definice lehkého průmyslu říká, že lehký průmysl je „výrobní činnost, která používá malé množství částečně zpracovaného materiálu pro výrobu zboží s relativně vysokou hodnotou na jednotku zboží“.
Příkladem lehkého průmyslu je výroba oděvů, obuvi, nábytku, spotřební elektroniky a domácích spotřebičů.